# Caran d’Ache (Unternehmen)

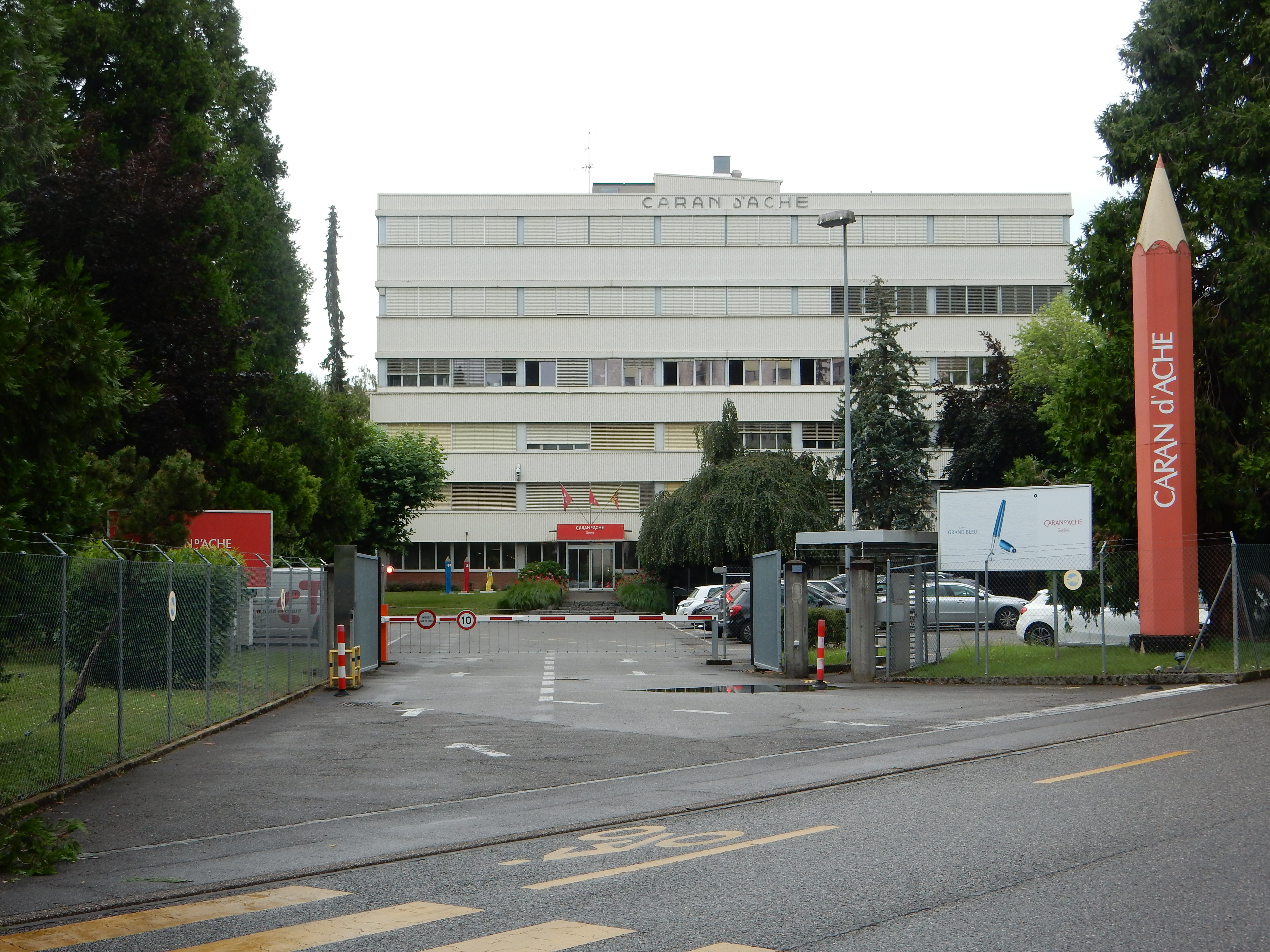
Firmengebäude von Caran d’Ache in Thônex (2024)

Caran d’Ache ist ein Schweizer Unternehmen mit Sitz in Thônex im Kanton Genf, das als einziges in der Schweiz  hauptsächlich Schreibgeräte herstellt: Bleistifte, Farbstifte, Kugelschreiber; dies sowohl für den Schul-, Künstler- wie auch für den Luxusbedarf.

## Firma

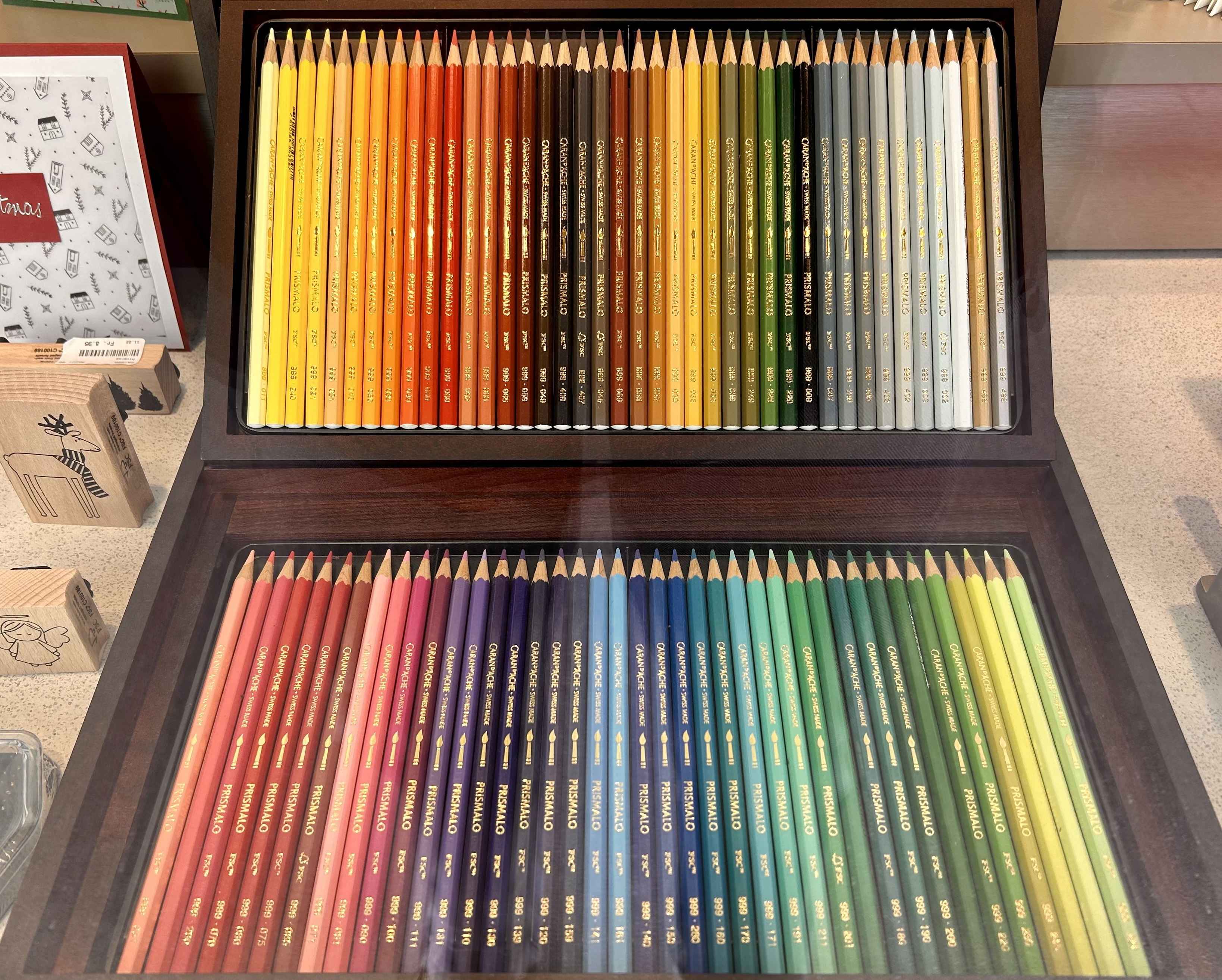
Farbstifte Prismalo

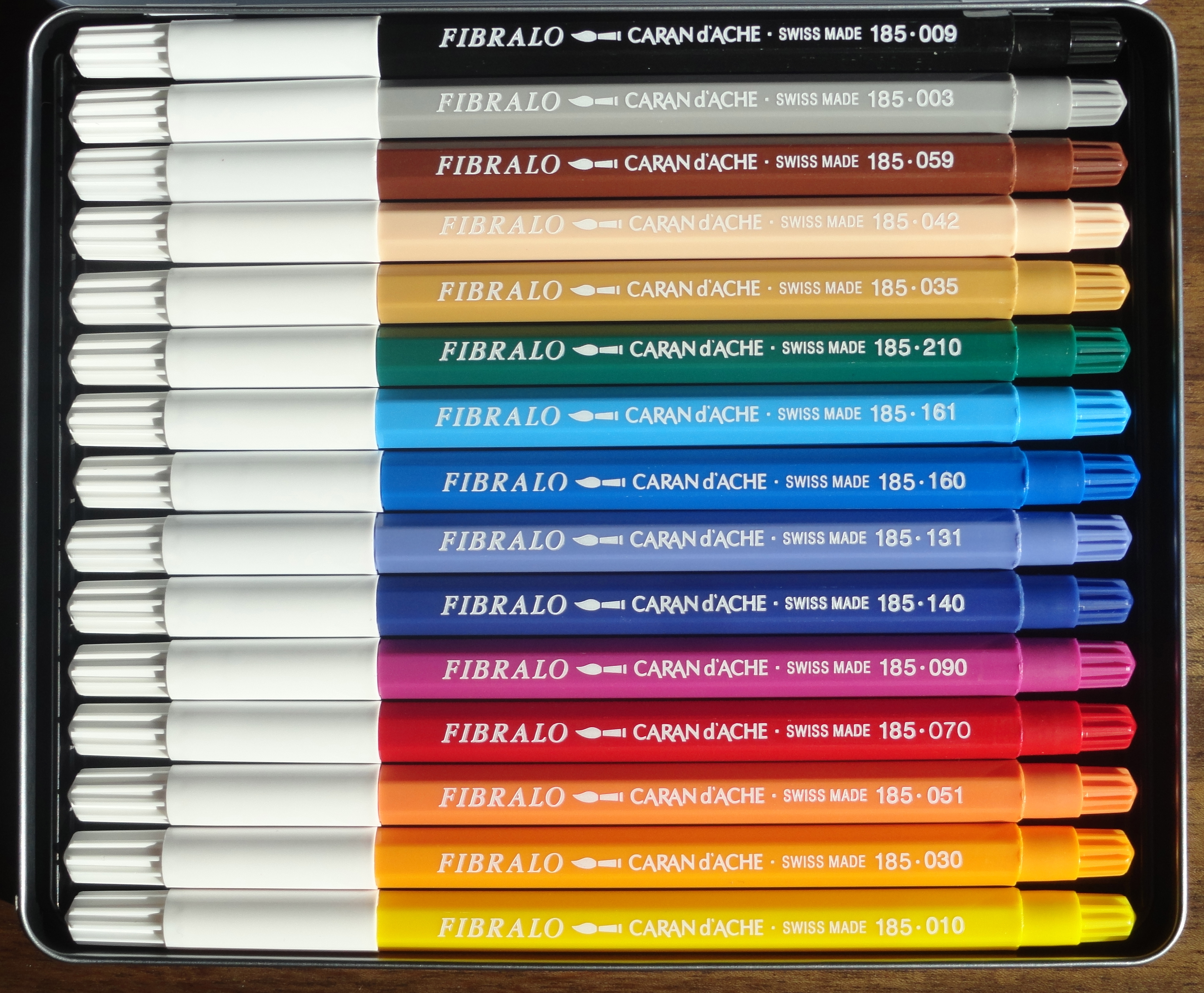
Filzstifte Fibralo

Logo für Luxus-Schreibgeräte

Caran d’Ache wurde 1924 von Arnold Schweitzer gegründet, nachdem dieser die 1915 gegründete «Fabrique genevoise de Crayons», ein Unternehmen der Bleistiftherstellung, gekauft hatte. Der Betrieb firmiert unter «Fabrique Suisse de Crayons Caran d’Ache», nach dem Pseudonym Caran d’Ache (russisch карандаш, karandasch „Bleistift“) des bekannten französischen Künstlers Emmanuel Poiré. Das russische Wort soll sich seinerseits von türkisch kara (schwarz) und tasch (Stein, Schiefer) ableiten.
Joseph Reiser und Henri Hübscher, die schon vorher im Unternehmen aktiv und daran beteiligt waren, übernahmen Caran d’Ache 1947. Im Juni 2012 übergab der Inhaber Jacques Hübscher die Leitung an seine Tochter Carole Hübscher. Bis 1974 wurde in der Stadt Genf, im Viertel Eaux-Vives an der rue de la Terrassière produziert; seitdem residiert das Unternehmen in Thônex an der französischen Grenze.
Wegen der privilegierten Stellung in der Belieferung der Schulen mit Schreibwaren gehört das Unternehmen zu den bekanntesten in der Schweiz. Bis in die 1990er-Jahre blieb das Unternehmen auf den Schweizer Markt beschränkt. Seither hat es eine expansive Strategie entwickelt und Niederlassungen in Deutschland, Frankreich, den USA, Japan und Dubai gegründet. Zum internationalisierten Auftritt gehören auch Verkaufsanstrengungen in Flughafenläden und die Betonung des «Swiss-made» als Qualitätsausweis. Der Umsatz betrug zu Beginn des 21. Jahrhunderts rund hundert Millionen Schweizer Franken.

## Produktion
Caran d’Ache fertigt ausschliesslich in der Schweizer Gemeinde Thônex. 90 % des Holzes für die Stifte ist FSC-zertifiziert; die Holzschnitzel werden verheizt, um Heizöl zu sparen. Die Graphitminen werden aus naturreinem Rohstoff hergestellt; für die Farbstifte und Malkreiden werden natürliche Bindemittel verwendet.
Caran d’Ache teilt sich in drei Produktgruppen:
- Schreibutensilien für den Bürobedarf: Bleistifte (seit der Gründung), Kugelschreiber (seit 1950) etc.
- Farbstifte und Produkte für Künstler: wasservermalbare Farbstifte (Prismalo seit 1931), andere lichtbeständige Farbstifte, Kreidestifte, Pastellfarben und Pastellstifte (Neocolor auf Wachsölbasis seit 1952, Neopastel auf Ölbasis seit 1985, Neoart Aquarelle auf Wachsbasis seit 1999), Malfarben für Aquarelle und Ölmalerei.
- Luxus-Schreibgeräte: Federhalter, Kugelschreiber, Minenschreiber und Accessoires aus Edelmaterialien seit den 1950er-Jahren.

## Der Fixpencil

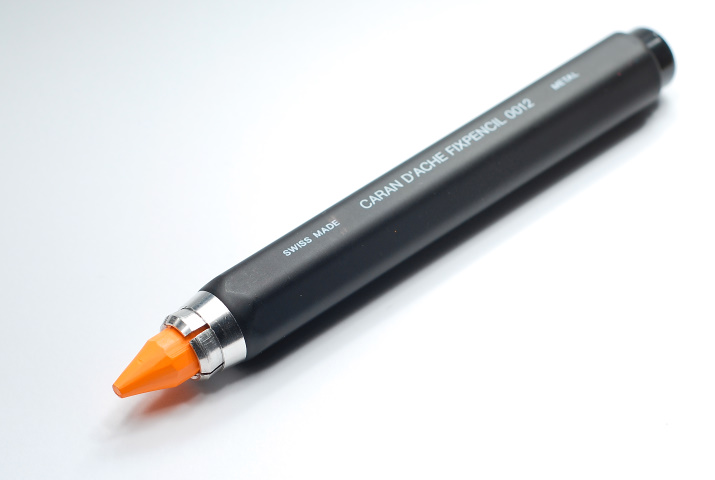
Der Caran d’Ache Fixpencil 0012 für Wachskreide

Altes Logo

Das Unternehmen brachte 1930 unter der Marke Fixpencil einen vom Genfer Ingenieur Carl Schmid entworfenen mechanischen Stift auf den Markt. Der Fixpencil war der erste Druckbleistift mit einem Klemmmechanismus, der es erlaubt, Minen verschiedenen Durchmessers zu verwenden. Die Hülle bestand zunächst aus Bakelit, später aus Metall. Nebst der Ausführung für Bleistifte existiert auch eine breitere Variante für Wachskreide.
Die Schweizerische Post widmete 2005 dem Fixpencil die 2.20-Franken-Marke in ihrer Serie zum Thema Schweizer Design, wo diese neben die 1-Franken-Marke mit dem «Landi-Stuhl» von Hans Coray, die 85-Rappen-Marke mit der Schweizer Bahnhofsuhr, die 50-Rappen-Marke mit dem Reissverschluss «Riri» und die 15-Rappen-Marke mit dem Sparschäler «Rex» tritt.